# Forja
La forja es un proceso de manufactura que implica dar forma al metal.
Al igual que la laminación y la extrusión, es un proceso de fabricación de objetos conformado por deformación plástica en el que la deformación del material se produce por la aplicación de fuerzas de compresión.
Este proceso se utiliza para dar una forma y unas propiedades determinadas a los metales y aleaciones a los que se aplica mediante grandes presiones. La deformación se puede realizar de dos formas diferentes: por presión, de forma continua utilizando prensas, o por impacto, de modo intermitente utilizando martillos pilones.
Hay que destacar que es un proceso de conformado de metales en el que no se produce arranque de viruta, con lo que se produce un importante ahorro de material respecto a otros procesos, como por ejemplo el mecanizado.

## Tipos
Los principales tipos de forja que existen son:
1. Forja libre
2. Forja con estampa
3. Forjado isotérmico
4. Recalcado

### 1. Forja libre
Es el tipo de forja industrial más antiguo. Este se caracteriza porque la deformación del metal no está limitada (es libre) por su forma o masa.
Se utiliza para fabricar piezas únicas o pequeños lotes de piezas, donde normalmente éstas son de gran tamaño. Además este tipo de forja sirve como preparación de las  preformas a utilizar en forjas por estampa.
También puede encontrarse como forja en dados abiertos.

### 2. Forja con estampa

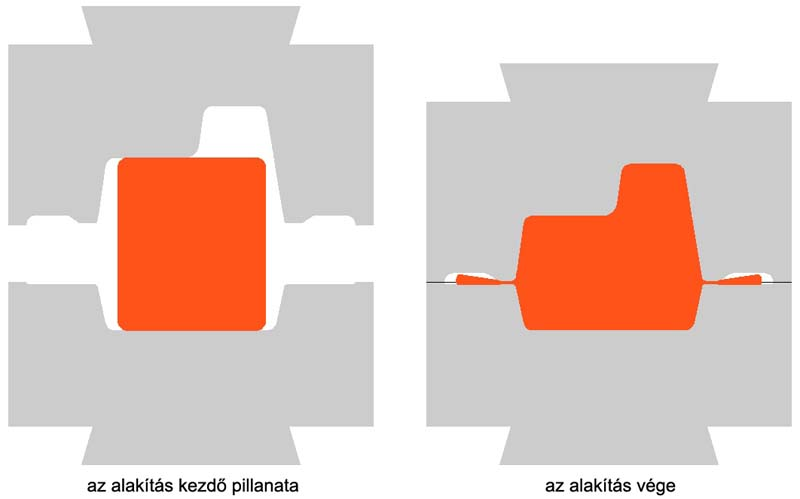
Antes y después de aplicar el proceso de forja con estampa

Este tipo de forja consiste en colocar la pieza entre dos matrices que al cerrarse conforman una cavidad con la forma y dimensiones que se desean obtener para la pieza. A medida que avanza el proceso, ya sea empleando martillos o prensas, el material se va deformando y adaptando a las matrices hasta que adquiere la geometría deseada. Este proceso debe realizarse con un cordón de rebaba que sirve para aportar la presión necesaria al llenar las zonas finales de la pieza, especialmente si los radios de acuerdo de la pieza son de pequeño tamaño y puede estar sin rebaba, dependiendo de si las matrices llevan incorporada una zona de desahogo para alojar el material sobrante (rebaba) o no. Se utiliza para fabricar grandes series de piezas cuyas dimensiones y geometrías pueden variar ampliamente. Las dimensiones de estas piezas van desde unos pocos milímetros de longitud y gramos de peso hasta varios metros y toneladas, y sus geometrías pueden ser simples o complejas.

### 3. Forjado isotérmico
El forjado isotérmico es un tipo especial de forja en la cual la temperatura de los troqueles es significativamente superior a la utilizada en procesos de forja convencional.

### 4. Recalcado
A diferencia de los procesos anteriores que se realizan en caliente, este además puede realizarse en frío. Consiste en la concentración o acumulación de material en una zona determinada y limitada de una pieza (normalmente en forma de barra).  Por tanto, una consecuencia directa de este proceso es que disminuye la longitud de la barra inicial y aumenta la sección transversal de ésta en la zona recalcada. Si el proceso se realiza en frío y en los extremos de las piezas se denomina encabezado en frío.

## Aplicaciones
La forja tiene multitud de aplicaciones en distintos campos, como lo son bielas, cigüeñales, ejes, rejas, barandillas, cabezas de tornillos, tuercas y pernos, remaches, clavos, etc.

## Fórmulas
Fuerza necesaria para realizar la forja:
{\displaystyle F_{forja}=Y_{f}\cdot K_{f}\cdot A}
donde si se trata de forja con estampa A es el área proyectada de la pieza incluyendo la rebaba y Kf (factor de forma) se obtiene de tablas. En forja libre A es el área de contacto entre la matriz y la pieza y Kf se obtiene de:
{\displaystyle K_{f}=1+{\frac {0,4\cdot \mu \cdot D}{h}}}
donde {\displaystyle \mu } es el coeficiente de rozamiento entre el material y la prensa, y D y h son el diámetro (o longitud de contacto) y la altura de la pieza en el instante calculado.
Cálculo del esfuerzo de fluencia:
{\displaystyle Y_{f}=K\cdot \varepsilon ^{n}}
donde K es el coeficiente de resistencia del material y n es el coeficiente de endurecimiento por acritud.
Cálculo de la deformación:
{\displaystyle \varepsilon =ln{\frac {h_{i}}{h_{f}}}}
donde hi es la altura inicial del bruto de partida y hf es la altura final.

## Efectos que produce la forja en caliente y el forjado isotérmico
- Orientación de la fibra: las propiedades mecánicas del producto variarán, mejorándolas si el esfuerzo se aplica en la dirección de la fibra formada por el proceso y empeorándolas si se aplica en dirección perpendicular.
- Afinamiento del grano: esto se produce a temperaturas superiores a la de recristalización pero inferiores a la de equicohesión y la forja se realiza con martillos pilones, de modo intermitente. En cambio, el afinamiento no se producirá si se supera la temperatura de equicohesión y la forja se realiza utilizando prensas, de forma continua.
- Eliminación de cavidades, poros, sopladuras, etc.: debido a las enormes presiones a las que el material es sometido en la operación, este es compactado y desaparecen las cavidades, poros, sopladuras, etc. (siempre que las paredes de estos defectos no estén oxidadas).

## Forja artesanal

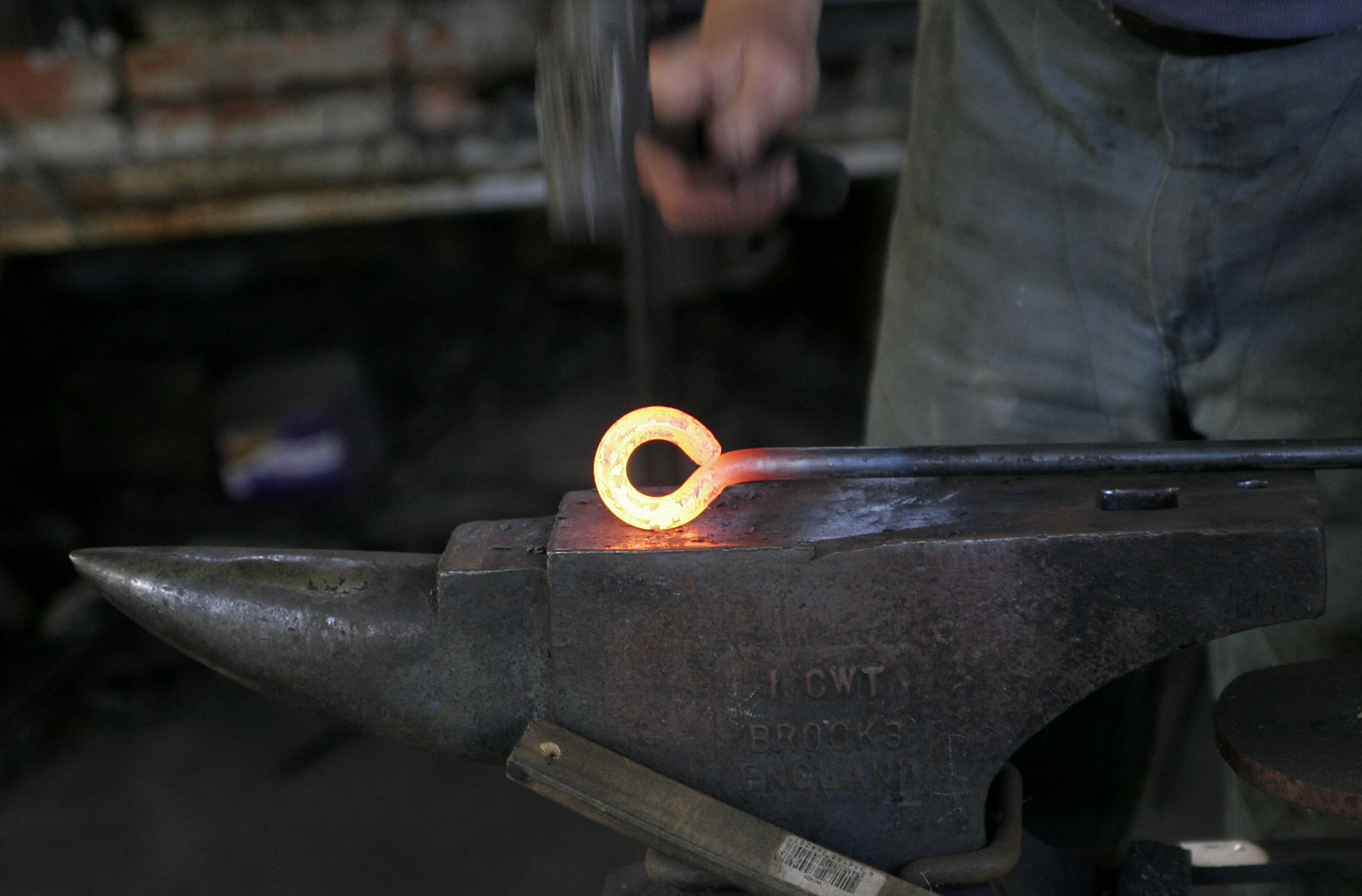
Un herrero trabajando una pieza de metal al rojo sobre un yunque.

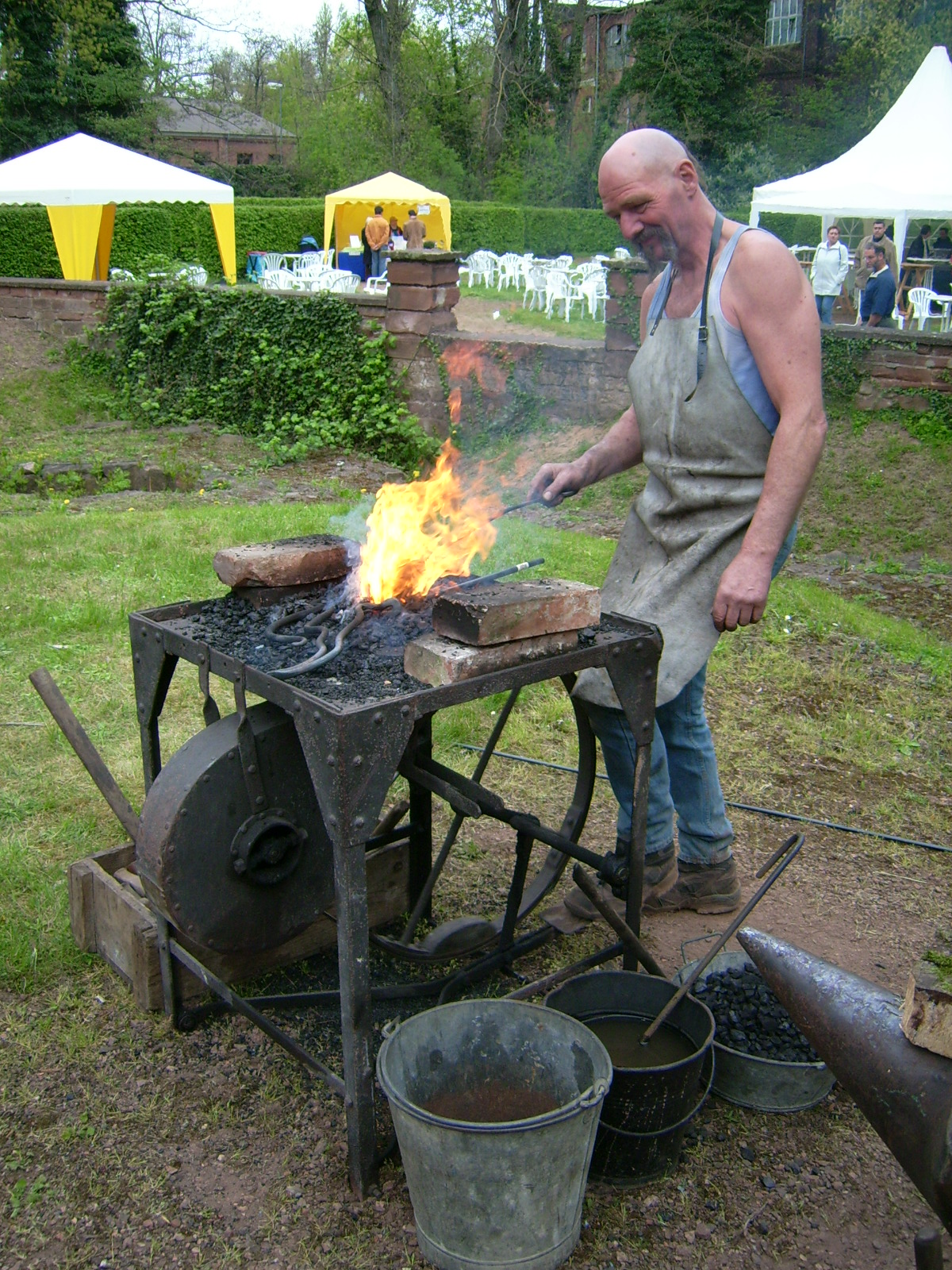
Fragua.

En este caso, la forja es el arte del herrero, cuyo trabajo consiste en dar forma al metal por medio del fuego y del martillo.
Una forja contiene básicamente una fragua para calentar los metales (normalmente compuestos de hierro), un yunque y un recipiente en el cual se pueden enfriar rápidamente las piezas forjadas para  templarlas. Las herramientas incluyen tenazas para sostener el metal caliente y martillos para golpearlo.
En la forja se modela el metal por deformación plástica y es diferente de otros trabajos del metal en los que se elimina parte del material como en el mecanizado, y de otros procesos por los que se da forma al metal fundido vertiéndolo dentro de un molde (fundición).

## Materiales a los que se aplica
Este proceso puede aplicarse a:
- Metales puros: aluminio, cobre, titanio y zinc.
- Aleaciones: acero, de aluminio, de cobre, de magnesio y bronces